# 金湖鎮
金湖鎮，是隸屬中華民國福建省金門縣的一個鎮，位於金門本島東南部；北界金沙鎮，西接金寧鄉，東、南兩面及西北角一隅臨海。鎮內有料羅港、金門機場等交通建設，太武山、太湖等風景勝地，及瓊林戰鬥坑道、擎天廳、八二三戰史館等軍事紀念建築。

## 歷史
國立臺灣大學曾在復國墩遺址所進行的調查中，挖掘出貝塚、肩平獸骨及若干陶片，經碳14測定後，年代約在公元前4,300年至3,500年間。其後又在復國墩遺址不遠處的溪邊海水浴場附近的壁角進行挖掘，發現瓷片、陶片和貝塚遺址。由此可知，金湖地區在史前時期已有人類在此活動。
1217年（南宋寧宗嘉定10年），著名理學家真德秀首度擔任泉州知府，即巡行海濱要害以加強海上防務。真德秀提到：「自南洋海界進入州界，烈嶼為控扼之所，圍頭次之，烈嶼既有土豪鄉兵可恃，圍頭合行措置，今欲創立小寨，約以百人為額，上可接永寧，下可接列嶼，前可以照應料羅、吳嶼等處，內可可捍石井一帶港口。」料羅灣即為金湖鎮南側海灣，此為金湖地區有文獻記載之始。
明朝初年，朱元璋斷絕與日本往來，原來從事海上貿易的海商部分轉行為海盜，形成倭患。明太祖為加強海上軍事整備，大舉興建衛城、千戶所城、巡檢司及烽堠等防衛體系。1388年（洪武21年），設立金門千戶所城及五個巡檢司寨城，其中峰上、陳坑（今名成功）2個巡檢司即位在金湖地區。
明朝末年，鄭芝龍稱雄閩臺海域，以金門、廈門為基地，樹旗招兵。1645年（清順治2年）鄭芝龍降清後，先派其弟鄭鴻逵屯金門。不久，金、廈為擁護魯王朱以海的鄭聯、鄭彩兄弟所據。1650年（順治7年；南明永曆4年），鄭成功驅逐鄭氏兄弟，金廈成為其抗清基地之一。1663年（康熙2年；永曆17年）11月，耿繼茂、李率泰督清軍及明鄭降兵攻取金門和廈門，明鄭周全斌部不敵而退至東山。清軍登陸兩島後，男女被擄掠一空，最後「墮其城、焚其屋，棄其地而回。」不久明鄭又重返金、廈兩島，至1680年（康熙19年；永曆34年）明鄭投降，金、廈遂為清朝所有。康熙平臺後，金門航運地位逐漸為廈門所奪。清代中後期，因生活困難，金門人相率下南洋或東渡日本，成為海外僑民。
在民國以前，金門向屬同安縣。1912年（民國元年），金門、廈門析置思明縣，縣治設於廈門。1915年（民國4年），金門獨立設縣。全縣轄都六、保十、鄉（自然村）一百六十六，金湖地區包括第四都滄湖保的全境及第二都瓊山保的中部地區。1935年（民國24年），金門試行地方自治，全縣劃分為四區，金湖地區屬於第二區（金東）的南半部。隔年先是整併第三區（烈嶼）、第四區（大、小嶝）；其後又將兩者分別併入第一、二區，但金湖地區隸屬並未改變。
1937年（民國26年），日軍佔領金門，金門縣政府暫遷大嶝。1945年（民國34年），第二次世界大戰結束，金門縣政府遷回原址，並將行政區改制為二鎮四鄉，金湖地區隸屬滄湖鄉。隔年滄湖鄉與沙美鎮（今金沙鎮）合併，名稱仍為沙美鎮。1949年（民國38年），行政體制改為民政處，全縣設三民政處、九區，金湖地區隸屬第一民政處，包括滄湖區全境及瓊浦區的一部分。1951年（民國40年），滄湖、瓊浦合併為金湖區。
1953年（民國42年），恢復鄉鎮制，金湖區改稱金湖鄉，下轄八個行政村。1957年（民國46年）12月改為金湖鎮。1959年（民國48年）成立金瓊鄉，正義、瓊林兩村撥歸該鄉。1965年（民國54年）9月16日，金瓊鄉裁併，正義、瓊林又回歸金湖鎮，但新前墩，東沙尾併屬金沙鎮。

## 地理

### 地形與水文
金湖鎮位於太武山南麓，東起復國墩，西至雙乳山，南臨料羅灣，北至太武山，總面積為41.6464平方公里，下轄40個自然村。全鎮除太武山周圍及海岸地區外，較少有起伏不平的丘陵，大部分是沉積層或沉積沙層。河川有山外溪、前埔溪、小徑溪等，大都屬於旱溪，僅於下雨時才有流水。
山外溪流域位於金湖鎮中部偏東，發源於北太武山、埕下，流經山外、西洪、新頭等聚落，於料羅附近出海，全長約5.0公里。前埔溪上游位於金湖鎮北部偏東，發源於北太武山，流經埕下、前埔等聚落，於東沙尾附近流入金沙鎮境內，再流經內洋、大地等聚落，於許白灣出海，全長約4.0公里。小徑溪流域位於本鎮西北部，發源於小徑村，於瓊林附近出海。
金湖鎮的水庫設施如下表所示：
| 湖庫名稱 | 蓄水容量 （立方公尺） | 使用目標 | 集水區面積 （公頃） | 完工日期     |
| -------- | --------------------- | -------- | ------------------- | ------------ |
| 太湖     | 1,290,000             | 自來水源 | 741                 | 1967年9月    |
| 蘭湖     | 170,000               | 自來水源 | 125                 | 1968年8月    |
| 瓊林水庫 | 330,000               | 自來水源 | 153                 | 1982年       |
| 金湖水庫 | 340,000               | 自來水源 |                     | 2009年9月7日 |

### 氣候
金湖鎮的氣候型態屬亞熱帶海洋氣候，同時深受季風氣候的影響，夏季盛行西南季風，冬季盛行西北季風。二月平均氣溫13.2℃，為全年最低；七月平均氣溫28.4℃，為全年最高。全年降雨量1,162.0mm，主要為梅雨季節及颱風所帶來的雨量。

### 人口
根據金門縣政府民政處統計，2024年底金湖鎮戶數約1萬戶，人口約3.1萬人，鎮內人口最多與最少的里分別是新湖與溪湖，2024年底兩里人口分別為9,780人與1,841人，其中新湖里也是金門縣人口第二大村里，僅次於金城鎮西門里。金湖鎮人口的年齡構成中，0至14歲人口佔比僅有8.88%，15至64歲人口佔比73.70%，65歲以上人口則佔比17.42%，是中華民國青壯年人口佔比最高的鎮。

## 政治

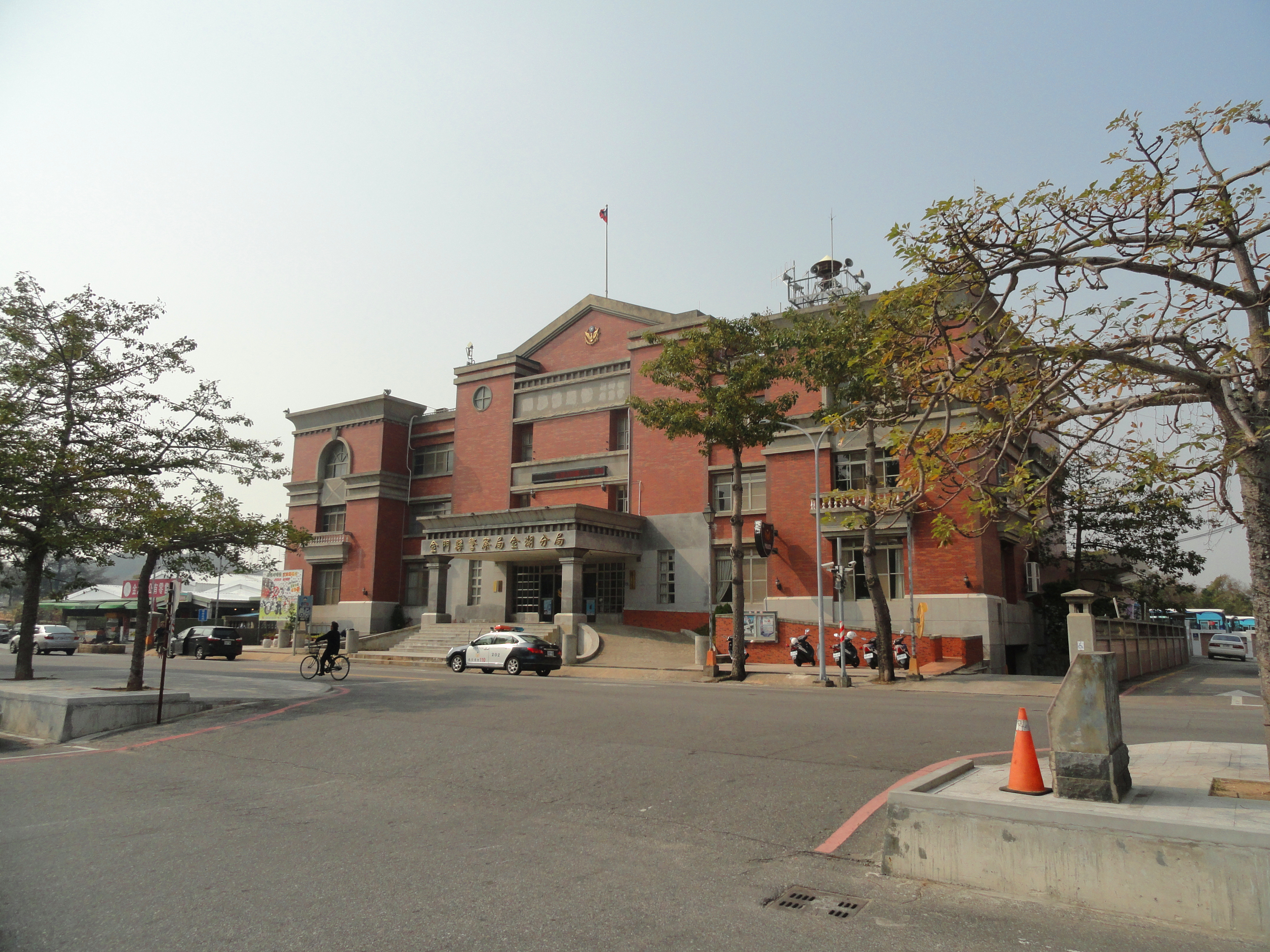
金门县警察局金湖分局

### 歷任首長
| 姓名   | 黨籍              | 到任日期（民國） | 卸任日期（民國） | 備註                       |
| ------ | ----------------- | ---------------- | ---------------- | -------------------------- |
| 張榮強 |                   | 36年3月          |                  | 沙尾鎮長                   |
| 張榮強 |                   | 38年3月          | 40年4月          | 沙尾鎮長                   |
| 葉德輝 |                   |                  |                  | 官派第一任湖前人           |
| 楊誠福 |                   |                  |                  | 官派第二任                 |
| 吳迪元 |                   |                  |                  | 官派第三任                 |
| 蔡蔭堂 |                   | 43年3月          |                  | 官派第四任金湖鄉長瓊林人   |
| 鄧振剛 |                   |                  |                  | 官派第五任                 |
| 黎在鍵 |                   |                  |                  | 官派第六任                 |
| 楊耀明 |                   |                  |                  | 官派第七任                 |
| 開嘉亭 |                   |                  | 60年7月2日       | 官派第八任                 |
| 陳依煌 |                   | 60年7月3日       | 64年6月30日      | 官派第九任、民選第一屆鎮長 |
| 陳永財 |                   | 64年7月1日       | 75年2月1日       | 第二、三屆鎮長             |
| 陳雲軒 |                   | 75年2月1日       | 79年1月31日      | 第四屆鎮長                 |
| 陳永財 |                   | 79年2月1日       | 82年2月28日      | 第五屆鎮長                 |
| 蔡福祿 |                   | 82年3月1日       | 86年2月28日      | 第六屆鎮長                 |
| 陳福海 | 中國國民黨→無黨籍 | 86年3月1日       | 92年2月28日      | 第七、八屆鎮長             |
| 陳雲軒 |                   | 92年3月1日       | 92年7月11日      | 代理鎮長                   |
| 李成義 | 無黨團結聯盟      | 92年7月11日      | 97年10月1日      | 第八、九屆鎮長             |
| 蔡顯清 |                   | 97年10月1日      | 99年3月1日       | 代理鎮長                   |
| 蔡西湖 | 中國國民黨        | 99年3月1日       | 107年12月24日    | 第十、十一屆鎮長           |
| 陳文顧 | 無黨籍            | 107年12月25日    | 現任             | 第十二、十三屆鎮長         |

資料來源：金湖鎮公所官方網站

### 鎮政組織
金湖鎮公所是金湖鎮最高層級的地方行政機關，在中華民國政府架構中為鎮自治的行政機關，同時負責執行縣政府及中央機關委辦事項，金湖鎮的自治監督機關為金門縣政府。鎮長由全體鎮民直接選舉產生，任期為四年，可連選連任一次。金湖鎮公所並置鎮政會議，為鎮政最高決策機構，在鎮長之下，設有6課2室等8個內部單位。
金湖鎮民代表會是金湖鎮的最高民意機關，代表金湖鎮全體鎮民立法和監察鎮政。鎮民代表由公民直選選出，任期為四年，可連選連任。金湖鎮民代表會共有9位鎮民代表，選區劃分上為不分區，主席、副主席由9位鎮民代表互選產生。

### 行政區
| 里名   | 面積 （平方公里） | 鄰數 | 戶數  | 人口數 |
| ------ | ----------------- | ---- | ----- | ------ |
| 山外里 | 8.86              | 20   | 1,104 | 3,786  |
| 正義里 | 5.45              | 19   | 837   | 2,725  |
| 料羅里 | 4.3               | 16   | 546   | 2,046  |
| 新市里 | 0.187             | 29   | 1,546 | 4,832  |
| 新湖里   | 4.02              | 31   | 2,564 | 8,238  |
| 溪湖里   | 5.62              | 13   | 489   | 1,639  |
| 蓮庵里 | 5.61              | 13   | 536   | 1,781  |
| 瓊林里 | 7.5               | 22   | 1,025 | 3,446  |
| 合計   | 41.547            | 163  | 8,647 | 28,493 |

資料來源：金湖鎮公所官方網站、金門縣政府民政局官網（2016年6月份人口統計表）

## 經濟

### 農漁牧業
金門居民過去主要以務農為生，但因土地貧乏又欠水利設施，不宜稻作，故多生產旱地作物。1949年成為軍事要地之後，政府投入大量資源，成立金門農業試驗所，並輔導退除役官兵成立金門農場，為金門農業帶來新氣象。1992年戰地政務解除後，駐軍大幅減少，農產品市場萎縮。2002年加入世界貿易組織（WTO）後，更是面臨衝擊。近年來政府全力輔導農民轉型投入觀光休閒農業，維護本土農業之永續經營。
金門島位於大陸礁層內緣，西北受圍頭、廈門之灣流彙集，為優良淺海養殖區。東南面臨台灣海峽支流，為良好的潮境漁場。在戰地政務時期，一切以戰備及安全為先，實不利於漁業之發展。戰地政務解除後，又面臨大陸漁船越界濫捕及炸魚，沿岸漁業資源遭受嚴重破壞。近年來全力發展觀光休閒漁業，包括海釣、牽罟、沙灘車及水上摩托車等，並推動花蛤季及海洋生態之旅等活動。
金門畜牧業發展甚早，唐德宗即以陳淵為牧馬監前來發展牧馬。其後島民大量開墾農地，畜牧降為農民之副業。1950年代以後，政府為獎勵生產，先後成立畜產試驗所、牧馬場，帶動農村經濟發展。2002年加入WTO後，金門畜牧產品銷台大受影響。近年來畜產試驗所與金酒公司合作，利用高粱酒糟發展養牛，全力發展觀光休閒牧場。

### 工商業
金湖鎮新市里為全縣三大商業中心之一，街道商店林立，業務繁忙，有「金門西門町」的稱號。各商家主要販售高梁酒、貢糖等本地特產，每年為本鎮賺取大量外匯。除此之外，料羅、新頭、下莊、成功、小徑、瓊林等聚落均有市場。其中料羅為本縣唯一商港、每年進出貨約5萬噸。工業則有源信、裕祺、和發等數家水泥預拌廠。
金門陶瓷廠位於新湖里環島南路旁，成立於1963年，是目前全中華民國唯一的官窯，採用雙乳山南側的瓷土作為原料，配合藝師彩繪的功夫，創造出金門陶瓷的典範。除了生產金門酒廠所需的各式酒罈外，亦製作各式陶瓷藝術品。廠中設有陶瓷博物館兼門市部，展售各式陶瓷作品。

## 教育

### 高級中等學校
- 國立金門高級農工職業學校

### 國民中學
- 金門縣立金湖國民中學

### 國民小學
- 金門縣金湖鎮金湖國民小學
- 金門縣金湖鎮多年國民小學
- 金門縣金湖鎮開瑄國民小學
- 金門縣金湖鎮正義國民小學
- 金門縣金湖鎮柏村國民小學

## 交通

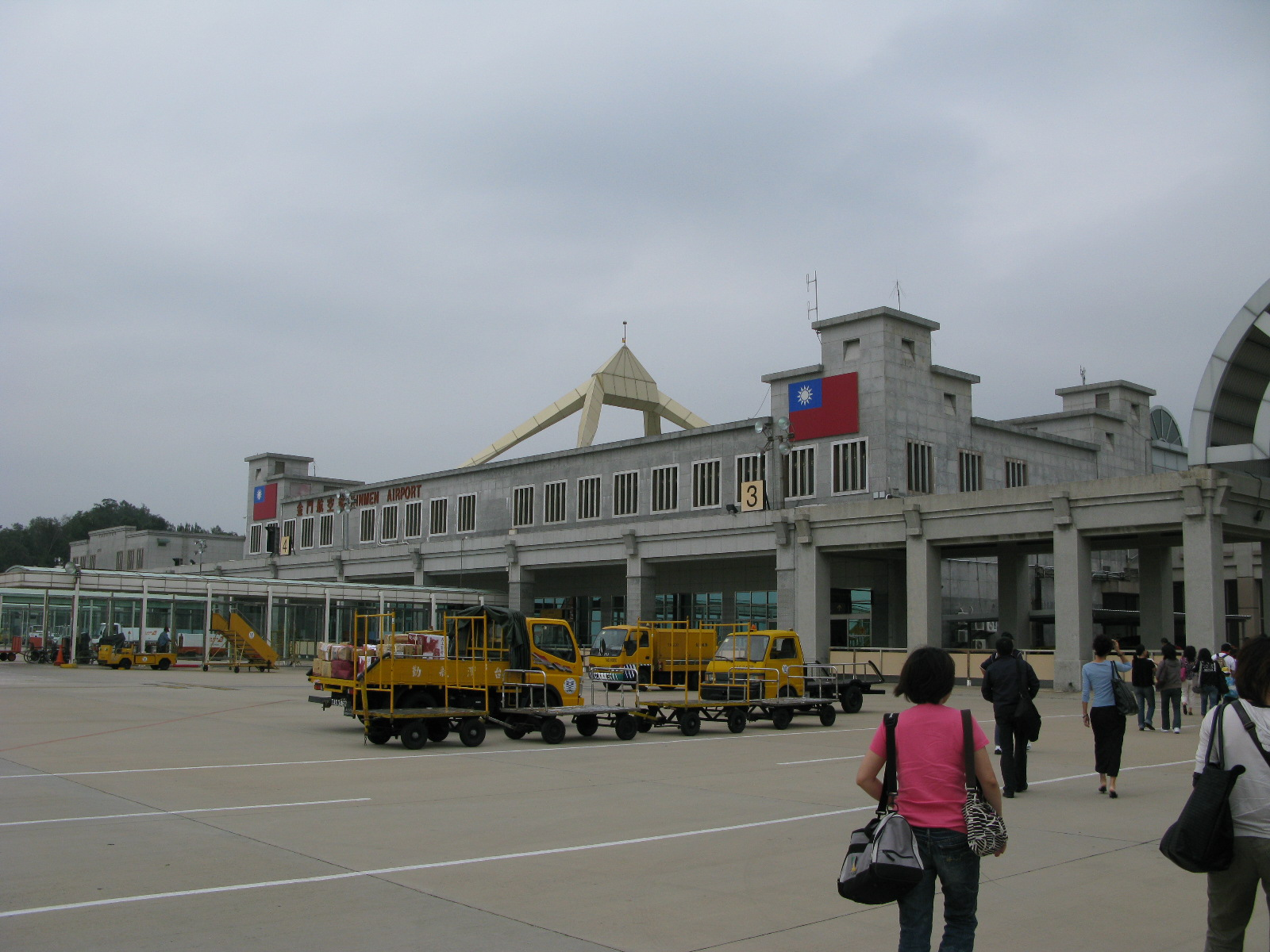
金門機場

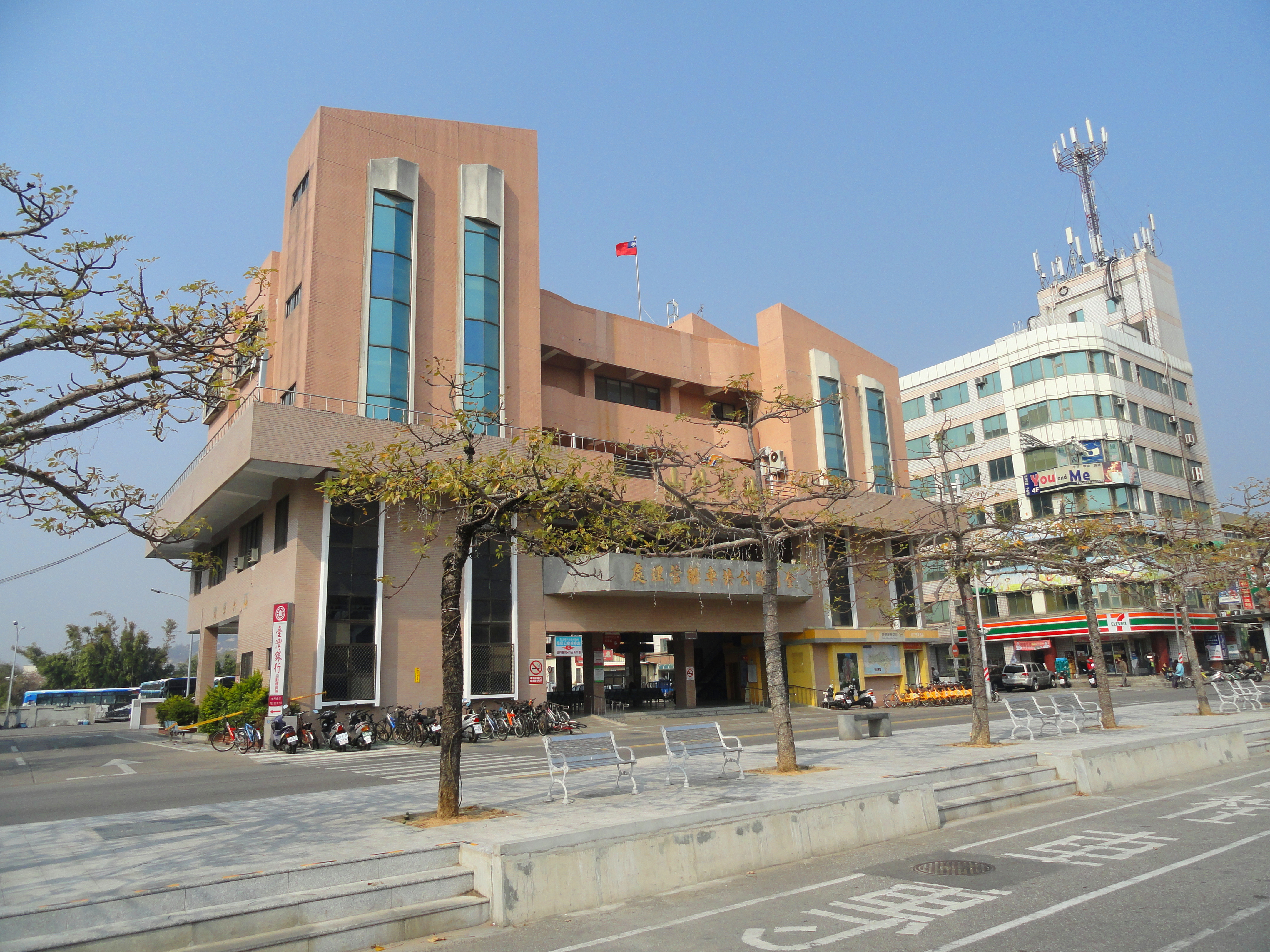
山外车站外景

### 機場
金門機場位於金湖鎮尚義村，俗稱「尚義機場」，距離金城、山外約各6公里。在每年的三月到四月間，暖濕空氣平流移動到寒冷的地表，地表空氣冷卻而達飽和，使水氣凝結成霧，金門機場常因此導致機場關閉。
目前金門機場有立榮及華信兩家航空公司飛航台北、台中、嘉義、台南、高雄及澎湖等航線，此外，金門機場亦是政府開放小三通的重要轉運據點，旅客購買小三通的票，各家航空公司都會幫乘客以遊覽車接送到金門的水頭碼頭，大約歷時15-20分鐘，然後，再由水頭碼頭搭船前往廈門。
料羅碼頭為軍民兩用港。經營著台金的海上運輸航線，金門地區的大宗貨物及日常用品接經由此處裝卸。小三通初開放時，因水頭碼頭尚未完成整修，曾暫用此處來中轉小三通的旅客。

## 旅遊

### 金門國家公園

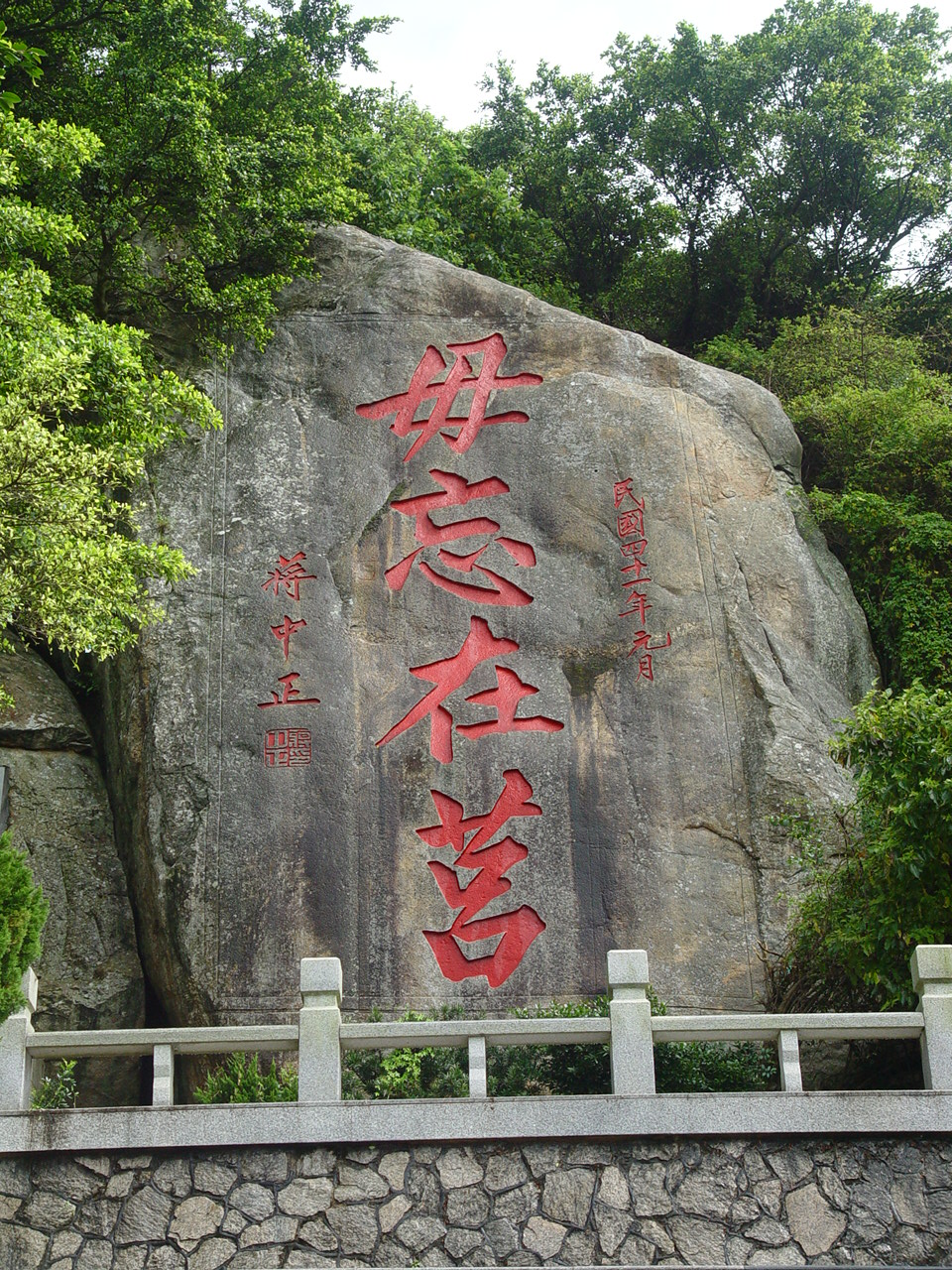
「毋忘在莒」石碑

金門國家公園是中華民國第六座國家公園，範圍包括金門島中央的太武山區、西北的古寧頭區、西南的古崗區、東北的馬山區，以及烈嶼（俗稱小金門）的烈嶼島區。其中太武山區大部分位於金湖鎮境內，包括毋忘在莒石埤、小徑、榕園、新頭、新頭碼頭等遊憩據點；海印寺石門關、魯王墓、邱良功墓園、瓊林蔡氏祠堂、瓊林一門三節坊、蔡攀龍墓等古蹟；太武公廟、擎天廳、八二三戰史館、瓊林戰鬥坑道等戰爭紀念建築。

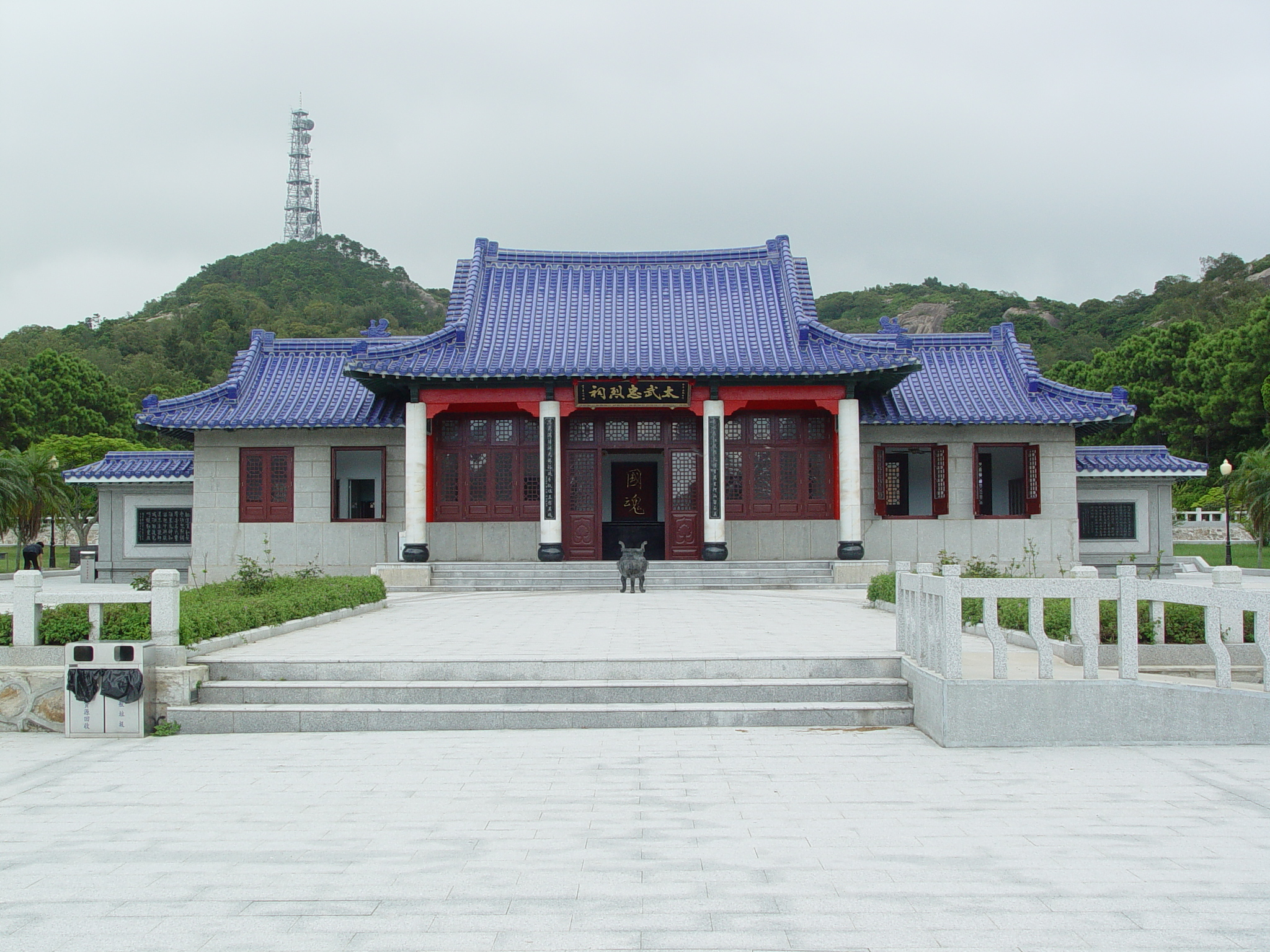
位於太武山腰的太武忠烈祠

太武山位於金門島中央，最高峰名為「北太武山」，海拔253公尺，為金門縣最高峰，也是台灣小百岳之一。前述毋忘在莒石埤遊憩據點；海印寺石門關、魯王墓、邱良功墓園、蔡攀龍墓等古蹟；太武公廟、擎天廳等戰爭紀念建築均在太武山山區內。

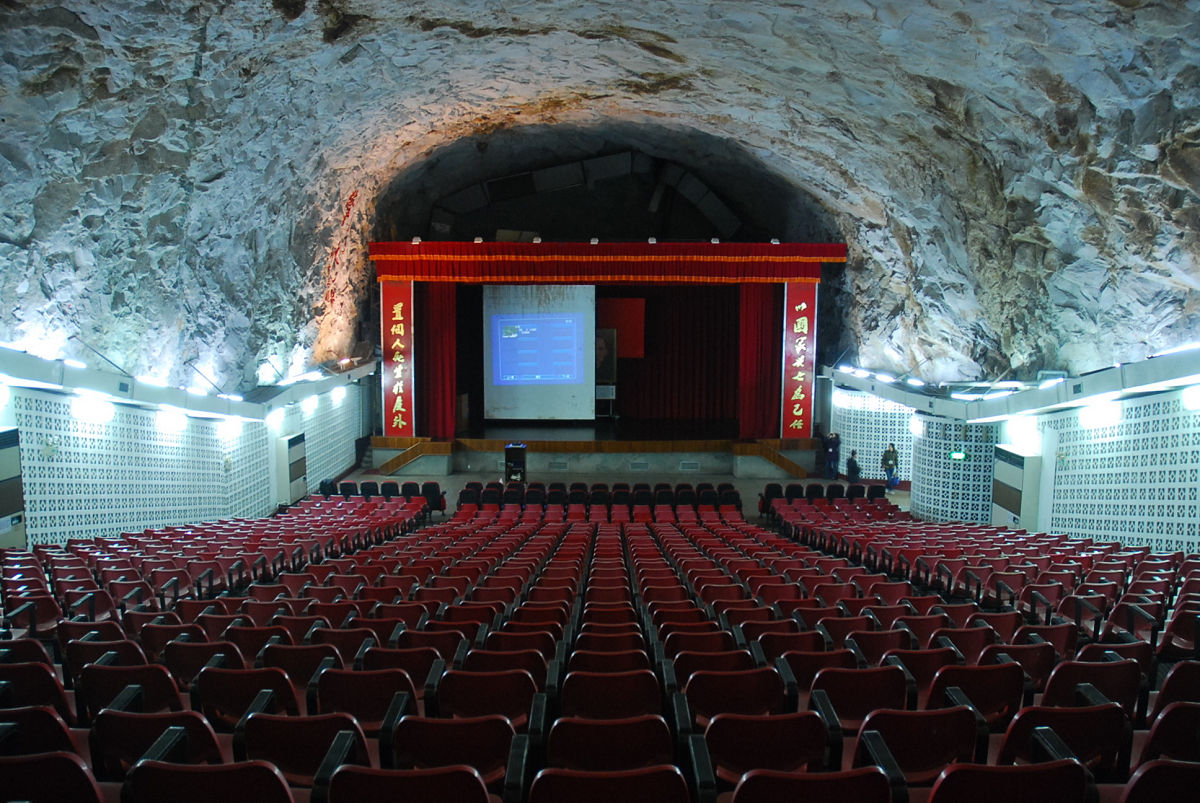
擎天廳

擎天廳為金湖鎮山外里太武山腹的人工地下花崗石岩洞，1963年7月興建完成，長約50公尺，寬約18公尺，高約11公尺，可容納千餘人。擎天廳與其他坑道相連，戰時成為作戰中樞，也曾做為傷患收容所；後來則轉做官兵休閒娛樂場所，可欣賞勞軍表演或播放電影。擎天廳是用炸藥和簡單的機械工具開鑿而成，寬廣高大的廳堂，不見任何一根樑柱支撐，顯得格外雄偉壯觀。花崗石的岩壁，密度比一般大理石大上三倍。石壁虯蟠的紋理、尖尖稜稜，顯示出巧奪天工的氣勢；鑽鑿的斧痕，凹凹凸凸，紀錄了軍士們的堅苦卓絕。岩壁外圍，用白色的花格磚築成牆垣，避免銳石傷人，卻也因此吸納了洞中的迴音，一舉兩得。

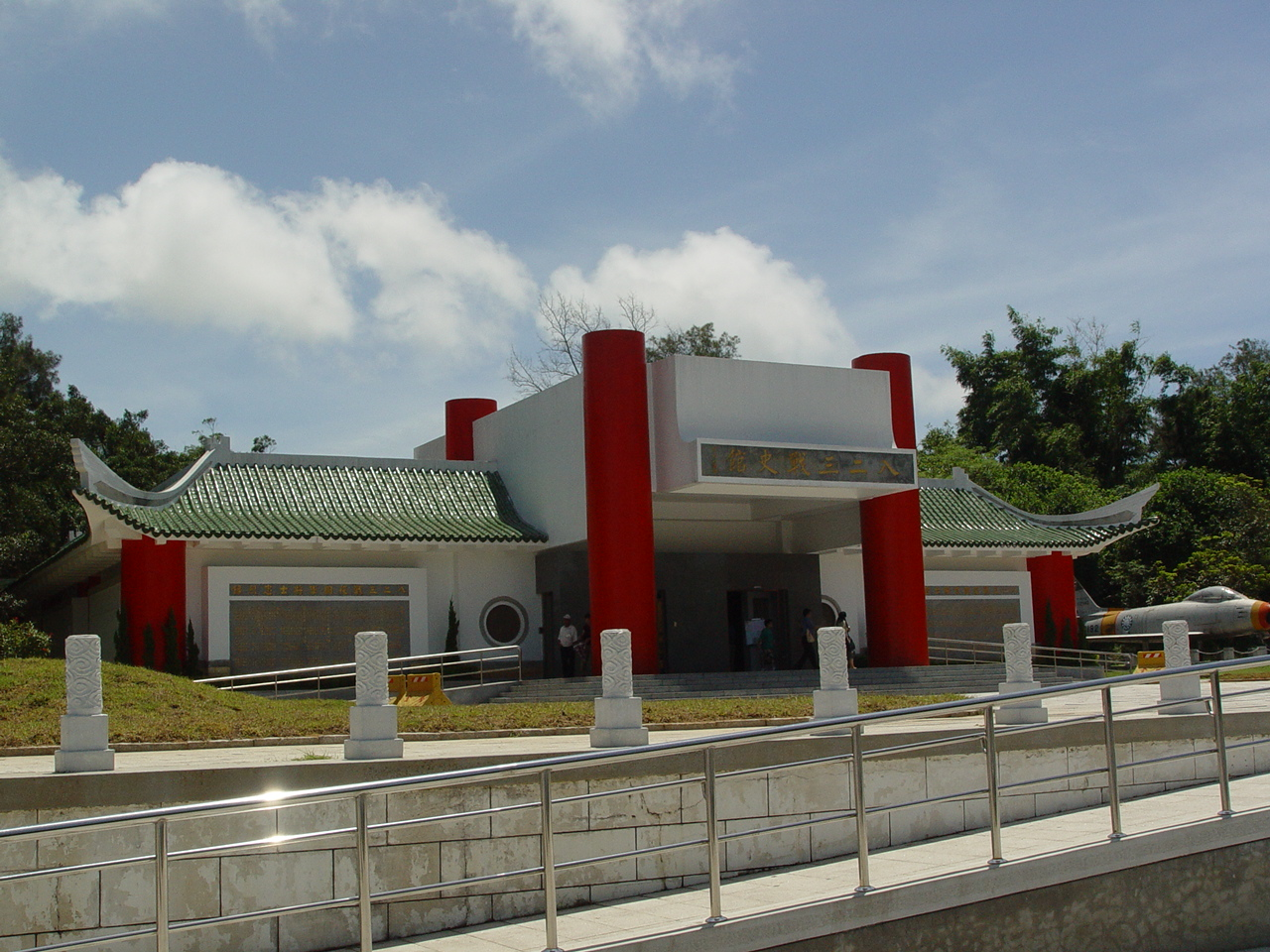
八二三戰史館

八二三戰史館位於榕園東側，展示八二三戰役中的各式武器、文物及圖片等。另設有「震撼劇場」，可體驗砲戰時金門地區的激烈戰況，館外並陳列曾經參戰之各式飛機、戰車、榴彈砲等。

### 其他景點

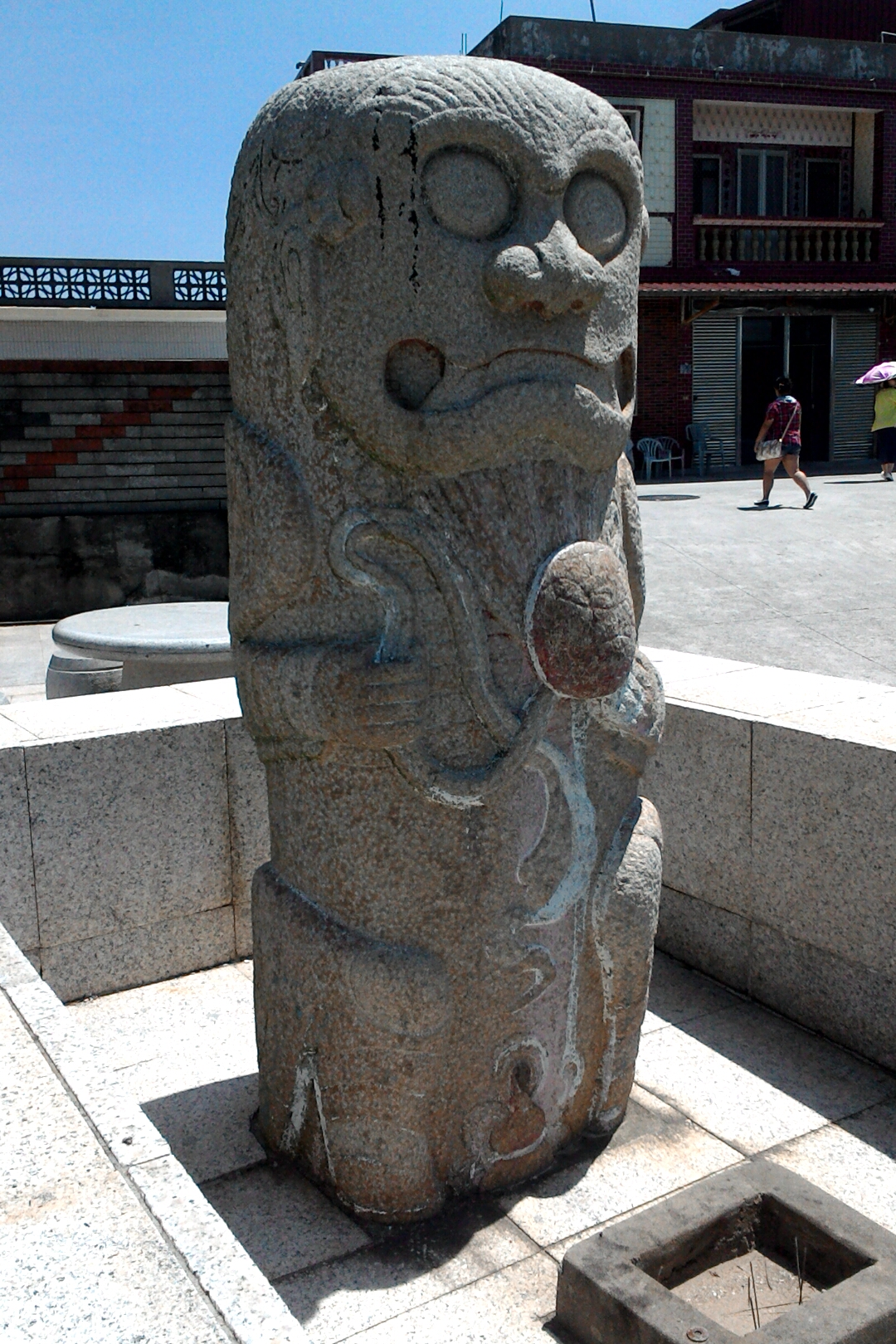
成功風獅爺

風獅爺是閩、臺地區常見的辟邪物，用以鎮住強烈的東北季風，保障居民身家安全。根據根據金門縣政府的統計，全縣現存的風獅爺共有68座，其中金湖鎮有13座。風獅爺常常矗立在聚落中的村口，其造型推測是由廟宇門口的石獅形象演變而來。獅子為百獸之王，自漢朝引進之後，逐漸被用作辟邪招福的辟邪物（又稱厭勝物）。
太湖位於金湖鎮市區東南側，面積約36公頃，是金門島上最大的人工淡水湖，主要供應金湖鎮的民生用水。太湖包括大太湖及小太湖兩湖，相連處有太湖橋跨越而過。湖面風景秀麗，冬天有許多候鳥在此棲息與覓食。湖畔及鄰近地區設有太湖自行車道，可供當地居民及遊客休閒遊憩。附近尚有護國寺、中正公園，及位於金門國家公園範圍內的中正紀念林、俞大維紀念館、八二三戰史館、榕園等景點。

## 特產
- 一條根
- 紫菜
- 貢糖
- 龍眼

## 外部連結
- 金湖鎮公所 （页面存档备份，存于）
- 金湖報馬仔的Facebook專頁